# Экономика Венесуэлы
Экономика Венесуэлы с начала XXI века переживает острый кризис. Инфляция в 2022 году составила 201 %, ВВП выросло на 8 %, страну покинули более 669 тыс человек. Венесуэла занимает 169-е (из 180) место в Индексе восприятия коррупции, на 2018 год примерно 35,5 % населения не имеет работы. Являясь одним из крупнейших мировых нефтедобытчиков, страна тем не менее испытывает острый дефицит продуктов первой необходимости, продовольствия, лекарств, бензина.

## ВВП
Изменение ВВП по годам (по данным МВФ):
- 2003: -7,8 %
- 2004: +18,3 %
- 2005: +10,3 %
- 2006: +9,9 %
- 2007: +8,8 %
- 2008: +5,3 %
- 2009: -3,2 %
- 2010: -1,5 %
- 2011: +4,2 %
- 2012: +5,6 %
- 2013: +1,3 %
- 2014: -3,9 %
- 2015: -6,2 %
- 2016: -17 %
- 2017: -15,7 %
- 2018: -19,7 %
- 2019: -27,7 %
- 2020: -30,0 %
- 2021: +0,5 %
- 2022: +8,0 %
- 2023: По прогнозам +5,0 %[1]

## История
В 1854 г. в стране было отменено рабство.
К началу 1890-х годов Венесуэла представляла собой аграрную страну с неразвитой промышленностью, основой экономики которой являлись земледелие и скотоводство. 
В стране имеются две крупные нефтегазоносные провинции, на которые приходится подавляющая часть добычи,— Маракайбский и Оринокский нефтегазоносные бассейны. Начало добычи нефти относится к XIX веку; промышленная добыча началась в 1917 году с месторождений бассейна Маракайбо. Именно благодаря им Венесуэла в конце 1930-х годов стала третьим в мире производителем (после США и СССР) и крупнейшим экспортёром нефти.
Исторически основную роль в отрасли играли иностранные компании. Нефтяные месторождения разрабатывались на основе концессий, среди владельцев которых сначала преобладали компании Великобритании, а после начала в 1929 году Великой депрессии — корпорации США. Согласно условиям концессий, их владельцам принадлежало добытое сырьё, и они же устанавливали на него цены. Государство же получало крайне низкую концессионную пошлину, плату за недра (роялти), пропорциональную объёму производства, и налог на прибыль.
С начала 1920-х до конца 1960-х годов происходил быстрый рост нефтяной индустрии. Нефть обеспечивала более 90 % доходов Венесуэлы от экспорта и 60 % государственных доходов, составляя почти 25 % ВВП. Интенсивная разработка нефтяных запасов привела к стремительному экономическому росту — в 1930—1970-х годах ВВП на душу населения в Венесуэле был на уровне западноевропейских стран, самый высокий в Латинской Америке.
После начала второй мировой войны Венесуэла объявила о своём нейтралитете, но 15 февраля 1945 года присоединилась к странам Антигитлеровской коалиции. Во время войны добыча и переработка нефти почти полностью перешли под контроль США.
В 1946—1948 гг. правительство Венесуэлы предприняло попытку установить ограничения деятельности иностранных монополий в стране и ввести т. н. принцип «50 на 50» (англ. «Fifty-Fifty»), согласно которому доходы венесуэльского государства от разработки месторождений углеводородов не должны быть менее 50 %. Однако президент Р. Гальегос был отстранён от власти, в результате военного переворота, всего через 12 дней после подписания закона, закреплявшего этот принцип.
За период с 1917 по 1975 год общий размер доходов иностранных нефтяных корпораций в Венесуэле превысил 200 млрд долл., тогда как государство получило лишь около 45 млрд долл.
После падения в 1958 году диктатуры М. Переса Хименеса правительство Р. Бетанкура взяло курс на более сбалансированное экономическое развитие. В 1959 году правительство Р. Бетанкура повысило налог на прибыль нефтяных компаний с 26 % до 45 %, а к началу 1970-х — до 50 % и выше. После того как в 1960 г. была образована ОПЕК, одним из учредителей которой было руководство Венесуэлы, стал меняться порядок определения цен на нефть, добываемую и экспортируемую из Венесуэлы. После увеличения доходной части гос. бюджета правительство Р. Бетанкура увеличило расходы на образование, капиталовложения в обрабатывающую промышленность, часть средств была направлена на развитие внутренних областей страны. В период с 1958 по 1970 год темпы экономического роста составляли 6,1 % в год. С 1961 по 1971 год количество людей, занятых в обрабатывающей промышленности и торговле, удвоилось.
В 1973—1974 гг. цены на нефть на мировом рынке, а следовательно, и доходы Венесуэлы от экспорта нефти выросли на 400 %. Это дало правительству средства для осуществления далеко идущих планов, включавших развитие сельского хозяйства, гидроэнергетики и новых отраслей тяжёлой промышленности, особенно металлургической; строительство промышленных предприятий предполагалось в восточной части Венесуэлы — в Сьюдад-Гуаяне и других городах. Темпы экономического роста в 1970—1977 гг. составляли 5,7 % в год.
В 1976 году при президенте Карлосе Пересе нефтяная промышленность Венесуэлы была национализирована, однако Венесуэла не смогла эффективно использовать создавшиеся возможности и возросшие поступления от экспорта нефти для увеличения собственного нефтедобывающего потенциала, развития обрабатывающей промышленности, создания многоотраслевого хозяйства, снижения зависимости экономики Венесуэлы от нефти. Созданная в результате национализации государственная нефтяная компания Petroleos de Venezuela SA (PDVSA) работала крайне неэффективно, расходуя значительные средства на дорогостоящие и амбициозные проекты, жалование высокопоставленным работникам. Несмотря на высокие цены на нефть, вырос внешний долг.
После 1977 года в экономике наблюдался застой. В 1986 году объём ВВП Венесуэлы был даже ниже, чем в 1977 году. Снижение ВВП по сравнению с предшествующим годом было зафиксировано в 1989 году и ещё раз — в 1994. Если за период с 1965 по 1979 год ВВП вырос на 93 %, то с 1979 по 1995 год прирост составил лишь 25 %. Пытаясь добиться стабилизации в экономике, сменявшие друг друга правительства принимали меры по усилению рыночного сектора в экономике.
В конце 1980-х годов резкое снижение нефтяных цен на мировом рынке привело к экономическому кризису. В 1988 году бюджетный дефицит составил 15 % ВВП.
В 1989 году президент Карлос Перес, вновь избранный на этот пост, начал осуществление программы экономической стабилизации и структурной перестройки, разработанной по инициативе МВФ и предполагающей жёсткую экономию и сокращение расходов. Предпринятая им шоковая терапия вызвала массовое недовольство населения, волнения и вспышки насилия. Только за 1989 год инфляция составила 84,5 %. Перес был отстранён от власти.
В 1990-е годы венесуэльское правительство вновь привлекло в свой нефтяной сектор крупные западные компании, которым было предложено начать разработку тяжёлой нефти в бассейне Ориноко.
1 января 1995 года Венесуэла вступила в ВТО.
В 1994 и 1995 годах правительство Рафаэля Кальдеры следовало провозглашённой им во время избирательной кампании более либеральной программе (отчасти имевшей популистский характер), однако в 1996 году приняло неолиберальную программу, предусматривавшую новые соглашения о займах с Международным валютным фондом и проведение структурной перестройки экономики. Недостаток собственных ресурсов для развития нефтяной промышленности вынудил президента Кальдеру вновь открыть эту отрасль для иностранных консорциумов, которые занялись разведкой и разработкой месторождений лёгкой и средней нефти на условиях раздела продукции.

### Реформы Уго Чавеса
Приход к власти Уго Чавеса (1999) создал предпосылки к социально-политическому и экономическому кризису в стране. Его программа «боливарианского социализма» («социализма XXI века») подразумевала национализацию предприятий, контроль над ценами и курсом валюты, а также другие экономические меры, которые медленно, но верно вогнали страну в долговую зависимость. Крах венесуэльской экономики стал очевиден с начавшимся падением мировых цен на нефть.
Уже в 1999 году был принят закон, предусматривавший усиление роли государства и увеличение налогообложения в нефтяной сфере (2002). Доля государства в нефтеразведке и нефтедобыче была установлена на уровне не ниже 51 %. Значительно была увеличена и плата за недра — роялти. Недовольный реформами персонал PDVSA начал бастовать, но в длившейся почти два года борьбе с забастовщиками Чавесу удалось одержать победу: в начале 2003 года около 18 000 работников компании (то есть почти половина персонала) были уволены. Чавесу удалось полностью поставить деятельность компании под свой контроль.
Валовой внутренний продукт Венесуэлы составил в 2002 году приблизительно 132  млрд долл., а средний доход на душу населения был самым высоким в Латинской Америке. Столь резкое преображение страны объясняется одной причиной — высоким уровнем нефтедобычи. Более трети нефти, добываемой в Венесуэле, экспортируется в США, составляя 13 % нефтяного импорта США.
Внутренние цены на бензин в Венесуэле с 1998 года сохранялись на уровне 0,03 доллара США за литр и были самыми низкими в мире. В конце января 2007 года Уго Чавес объявил об увеличении внутренних цен на бензин до 0,05 доллара США за литр.
В начале января 2007 года Уго Чавес объявил о предстоящей национализации крупнейших в Венесуэле телекоммуникационной и электроэнергетической компаний — Compania Nacional de Telefonos de Venezuela (CANTV) и EdC, контролируемых американскими фирмами. Речь шла также о намерении Венесуэлы получить контрольный пакет акций добывающих и нефтеперерабатывающих предприятий «ExxonMobil», Chevron, Total, ConocoPhillips, Statoil, BP. По словам Чавеса, он намеревался строить «социализм XXI века».
Вице-президент Венесуэлы Хорхе Родригес 5 февраля 2007 года сообщил, что правительство разрабатывает пакет мер, которые призваны обуздать инфляцию, стабилизировать валютный рынок и снабжение население основными продуктами питания по фиксированным ценам. На состояние экономики негативное влияние оказывал рост инфляции, составлявший, по официальным данным, 2 % в месяц, и быстрый рост курса доллара на чёрном рынке, что, в свою очередь, вызвало перебои в снабжении и рост цен на продовольствие. Мясо, молоко, сахар исчезли с полок магазинов или продавались по ценам, почти вдвое превышающей установленные государством.
Среди мер, призванных стабилизировать денежное обращение, было введено квотирование покупки населением иностранной валюты. Венесуэльцам ограничили покупку валюты для поездок за границу до 5,6 тыс. долларов в год и для приобретения товаров по Интернету — до 4 тыс. долларов в год. В целях поддержания регулируемых цен на основные продукты питания в 2007 году был отменён НДС на производство различных мясных продуктов, птицы и ряд других продовольственных товаров. Для снабжения населения дефицитными продуктами правительство объявило о закупке крупной партии говядины и другого продовольствия за рубежом.
По заявлению вице-президента Хорхе Родригеса, правительство развернуло «фронтальную борьбу со спекулянтами и укрывателями продовольствия», незаконными валютными операциями. По обвинению в незаконной трате валюты на покупку компьютерной техники на сумму в 27 млн долларов в начале 2007 года был арестован председатель венесуэльского банка «Боливар» Элихио Седеньо. Министр лёгкой промышленности и торговли Мария Иглесиас заявила, что нечистоплотные фирмы взвинчивают цены. Отказ сети супермаркетов торговать мясом и мясными продуктами по государственным ценам она расценила как незаконную забастовку предпринимателей, «лишающую население конституционного права на снабжение продуктами питания». Спекуляцию и укрывательство продовольствия Иглесиас назвала покушением на «боливарианскую революцию» и действиями, направленными на дестабилизацию обстановке в стране, объявившей о переходе к социализму.
Вторая волна национализации нефтяного сектора, которую Уго Чавес запустил в 2007 году, заставила иностранные компании согласиться на создание совместных предприятий с государственной нефтяной компанией PDVSA, в которых они не могли владеть более 40 % акций. Chevron, Total, Statoil и BP согласились с этими требованиями, однако ConocoPhillips и ExxonMobil ушли и подали иски к Венесуэле на 30 млрд и 15 млрд долларов, соответственно.
Хотя бассейн Ориноко содержит огромные запасы нефти, разрыв отношений с американскими компаниями поставил под угрозу доступ Венесуэлы к технологиям её добычи и переработки. Для подготовки тяжёлой нефти к продаже её нужно смешать с более лёгкой или нефтепродуктами (в основном нафтой) либо частично переработать в лёгкую синтетическую нефть на специальных НПЗ (апгрейдерах). Оборудование и технологии, используемые на этих НПЗ,— американские.
В 2012 году Венесуэла была принята в состав Меркосур. 

### Реформы Николаса Мадуро
Николас Мадуро, возглавивший страну после смерти Чавеса в 2013 году, из-за экономического кризиса довольно быстро лишился поддержки большинства венесуэльцев. К 2013 году годовая инфляция достигла 54 %. В ноябре 2013 года по распоряжению президента Николаса Мадуро были арестованы владельцы и сотрудники сетей по продаже электробытовых товаров. С помощью армии и полиции товары были распроданы по цене 10 % от обычной стоимости. В ряде мест с жителями, желающими получить товары по сниженной цене, полиции справиться не удалось, и магазины были разграблены.
За 2014 год темпы инфляции составили 62,2  %.
В 2015 году разнородная оппозиция впервые за долгие годы выиграла парламентские выборы и получила конституционное большинство в Национальной ассамблее. Несмотря на это, Верховный суд, поддерживающий президентскую власть, блокировал все попытки сменить правительство.
Добыча нефти в Венесуэле из-за отсутствия инвестиций постоянно падала: в 2014 году она составляла 2,7 млн баррелей в сутки, в 2018-м — уже 1,3 млн б/с, а в январе 2019 года, по данным ОПЕК,— 1,1 млн б/с. Совместные предприятия с иностранными компаниями при этом играют всё большую роль: в 2017 году они обеспечили уже половину добычи. Наиболее крупные СП — Petropiar с Chevron, Petrocedeno с Total и Exillon (бывшая Statoil), Petrolera Sinovensa — с китайской CNPC и Petromonagas — с «Роснефтью».
В 2016 году значительное падение цен на нефть вызвало тяжелейший экономико-политический кризис. ВВП упал на 7 %, инфляция составила 150 %. Население выстроилось в очереди за продуктами, участились перебои с подачей электроэнергии и воды (среди причин — большая зависимость страны от импорта (на фоне снижения поступлений от торговли нефтью), а также госконтроль над производством и распределением продовольствия), предприятия работали вполсилы.
Тем временем по решению Мадуро для ещё большей консолидации власти была созвана Конституционная ассамблея — орган, контролируемый чавистами, который подменил собой оппозиционный парламент.
В связи с углубляющимся экономическим кризисом и отказом президента Мадуро провести референдум (по политическим изменениям) в нескольких городах страны прошли многотысячные акции протеста. Оппозиция страны обвиняла Мадуро и его предшественника Уго Чавеса в том, что проводимая ими политика привела к экономическому кризису, который обострился из-за низких цен на нефть. Сам Мадуро, однако, обвинял элиту страны в бойкоте экономики для достижения своих политических целей.
5 ноября 2018 года Банк Англии отказался возвращать в Венесуэлу хранившийся в банке золотой запас страны (14 тонн золотых слитков стоимостью 420 млн фунтов стерлингов).
Развитие экономики Венесуэлы осложняют санкции и законодательные ограничения, введённые в отношении страны. По состоянию на 7 марта 2022 года против Венесуэлы было введено 651 санкций, по состоянию на 23 февраля 2023 года продолжали действовать все 651 санкций.

## Сельское хозяйство
Сельскохозяйственные угодья занимают 24,5 % от площади Венесуэлы, в том числе пахотная земля занимает 3,1 %, постоянные культуры выращиваются на 0,8 % территории, пастбища занимают 20,6 %. Орошение проводится на 10,55 тысячах км². Основные культуры: кукуруза, сорго, сахарный тростник, рис, бананы, овощи, кофе.
C 1939 года, после введения заниженных цен на продовольствие, и до сего дня — сельское хозяйство в стране остаётся экономически невыгодным. Бывшим кампесинос (крестьянам) ничего другого не оставалось, как переселяться поближе к городу, надеясь либо на неквалифицированную работу, либо на подачки от государства, либо на разбой и наркоторговлю.

## Промышленность

### Добывающая промышленность
Нефтедобыча
Венесуэла располагает крупнейшими в мире разведанными запасами нефти — 302,3 млрд баррелей на начало 2018 года, или 17 % мировых запасов.
PDVSA (Petroleos de Venezuela SA) — государственная нефтяная компания, крупнейшая в стране.
На начало 2007 года были пробурены 13 424 поисково-разведочные скважины (в том числе 13 266 на суше).
см. Нефтяные проекты Венесуэлы
Уровень нефтедобычи в стране в последние годы, однако, неуклонно падает из-за отсутствия инвестиций и нехватки квалифицированной рабочей силы, а также под давлением санкций США, введённых в отношении компании PDVSA: если в 2014 году нефтедобыча составляла 2,7 млн баррелей в сутки, в начале 2016 года — 2,6 млн, то в 2018-м — уже 1,3 млн б/с, к концу 2018 года этот показатель упал до 1,24 млн б/с, а в январе 2019 года, по данным ОПЕК, составил 1,1 млн б/с.
| 2009  | 2010  | 2011  | 2012  | 2013  | 2014  | 2015  | 2016  | 2017  | 2018 | 2019 |
| ----- | ----- | ----- | ----- | ----- | ----- | ----- | ----- | ----- | ---- | ---- |
| 150,6 | 148,8 | 149,5 | 145,5 | 145,0 | 139,3 | 137,3 | 123,3 | 107.6 | 75.6 | 46.6 |

Экспорт
В 2006 году более 45 % нефти, добываемой в Венесуэле, экспортировалось в США, что составляло 13 % нефтяного импорта США. Нефтяные компании США импортируют большое количество тяжёлой сырой нефти Венесуэлы и смешивают её с более лёгкой нефтью для производства топлива и бензина; крупнейшими импортёрами венесуэльской нефти в США являются Valero, Chevron и Citgo.
В 2015 году нефтепереработка составляла 926,3 тысячи баррелей в сутки, из них экспортировалось 659 тысяч баррелей в сутки.
За последние три месяца 2017 года экспорт нефти из Венесуэлы в США сократился на 32 %, до самого низкого уровня за десятилетие. С февраля по июнь 2018 года, уже в условиях санкций США), поставки нефти из Венесуэлы на американские НПЗ увеличился 43 %.
Кроме того, властям Венесуэлы становится все труднее находить покупателей сырой нефти, продажа которой является единственным реальным источником доходов страны (в начале февраля, из-за проблем в выплатах за экспорт, танкерам, перевозившим сырье, пришлось изменить курс или же приостановить транспортировку).
| 2009  | 2010 | 2011 | 2012  | 2013 | 2014 | 2015 | 2016 |
| ----- | ---- | ---- | ----- | ---- | ---- | ---- | ---- |
| 101,0 | 95,6 | 95,9 | 103,0 | 96,8 | 94,8 | 97,5 | 90,9 |

| США  | Индия | Китай | Кюрасао | Куба | Малайзия | Швеция | Прочие |
| ---- | ----- | ----- | ------- | ---- | -------- | ------ | ------ |
| 40,4 | 23,6  | 19,5  | 6,7     | 2,5  | 1,3      | 1,3    | 4,8    |

2020: в марте Венесуэла начала продавать нефть по цене менее 5 долларов за баррель, средняя цена за март составила 18,39$. На нефтяную промышленность Боливарианской республики повлияло снижение мировых котировок нефти, срыв сделки ОПЕК+, американские санкции, а также пандемия коронавируса, в результате Каракас вынужден предлагать сырьё «по удивительно низкой» стоимости (на венесуэльскую нефть сорта Merey находится мало покупателей, поскольку в случае сделки вторая сторона автоматически попадает под санкции США).
Однако, уже в мае 2020 года средняя цена на нефть поднялась до 16,33$ и к октябрю 2021 достигла 62,72 долларов за баррель.

Помимо нефтедобычи, в Венесуэле развиты другие виды добывающей промышленности — в стране добывается более 10 млн тонн железной руды в год, имеются крупные месторождения бокситов и каменного угля.

### Пищевая промышленность
Венесуэла сильно зависит от импорта, в том числе продовольствия. Снижение мировых цен на нефть привело (с 2016 года) к недостатку основных продуктов питания в стране. Установленный правительством Мадуро контроль над ценами на основные продукты питания привёл к закрытию частных производителей, что усугубило продовольственный кризис в стране. Крупнейшая пищевая компания Венесуэлы — Empresas Polar.
В 2017 году правительство попыталось решить проблему дефицита мяса путём развития домашнего кролиководства; населению были бесплатно розданы кролики для разведения; однако из этого ничего не вышло.

## Энергетика
Суммарные запасы энергоносителей оцениваются в размере 74,610 млрд т у.т. (в угольном эквиваленте). На конец 2019 года электроэнергетика страны в соответствии с данными EES EAEC характеризовалась следующими показателями. Установленная мощность — нетто электростанций — 32 620 МВт, в том числе: тепловые электростанции, сжигающие органическое топливо (ТЭС) — 53,6 % , возобновляемые источники энергии (ВИЭ) — 46,4 %. Производство электроэнергии-брутто — 85,166 млрд кВт∙ч, в том числе: ТЭС — 41,6 % , ВИЭ — 58,4 % Конечное потребление электроэнергии — 56,662 млрд кВт∙ч, из которого: промышленность — 32,3 %, бытовые потребители — 35,5 %, коммерческий сектор и предприятия общего пользования — 31,5 %, сельское, лесное хозяйство и рыболовство — 0,7 %. Показатели энергетической эффективности за 2019 год: душевое потребление валового внутреннего продукта по паритету покупательной способности (в номинальных ценах) — 7343 долларов, душевое (валовое) потребление электроэнергии — 2037 кВт∙ч, душевое потребление электроэнергии населением — 734 кВт∙ч. Число часов использования установленной мощности-нетто электростанций — 2585 часов.

## Транспорт
В Венесуэле работают 17 авиакомпаний, их общий парк состоит из 122 самолётов, в 2015 году они перевезли 6,5 млн пассажиров. В стране 444 аэропорта, но только 127 из них с твёрдым покрытием. 
Железнодорожная сеть развита слабо, общая протяжённость путей составляет 447 км (все со стандартной колеёй 1435 мм), всего 41,4 км путей электрифицирован. 
Общая длина автодорог — 96 тысяч км. 
Судоходными являются 400 км реки Ориноко и озеро Маракайбо.
Флот Венесуэлы включает 267 судов водоизмещением более 1000 брутто-регистровых тонн, из них 24 танкера, 4 сухогруза, контейнеровоз, 31 грузовое судно других типов. 
Крупнейшими портами являются Ла-Гуайра, Маракайбо, Пуэрто-Кабелло, Пунта-Кардон.

## Туризм
см. Категория:Туризм в Венесуэле
Курорты: остров Маргарита, острова архипелага Лос-Рокес.
достопримечательности:
- Водопад Анхель (самый высокий водопад в мире)
- Тепуи, или тепуй — столовые горы, расположенные на Гвианском плоскогорье, большей частью на территории Венесуэлы.
- Гора Рорайма
- Национальный парк Канайма
- Национальный парк Лос-Рокес (острова)

также: Секс-бизнес в Венесуэле

## Внешняя торговля
Главным торговым партнёром Венесуэлы являются США. В 2017 году на США приходилось 34,2 % всего экспорта Венесуэлы и 37,5 % импорта. На втором месте по экспорту из Венесуэлы находится Индия (16,8 %), на третьем — Китай (15,7 %); по импорту в Венесуэлу — на втором месте Китай (21,4 %), на третьем — Бразилия (14,3 %).
В 2017 году, по данным Торговой палаты США, торговый оборот товаров и услуг между Венесуэлой и США составил 22,4 млрд долларов — на 10 % меньше, чем в 2016 году. Экспорт из Венесуэлы составил 13 млрд (из них 12 млрд — сырая нефть), экспорт из США — 9,4 млрд.
По данным за 2016 год, Венесуэла экспортировала в другие страны товаров и услуг на сумму в 26,6 млрд долларов, тогда как её импорт составил 15,1 млрд.

## Финансы
Финансовая система страны переживает острый кризис в форме гиперинфляции. Официальные правительственные данные по инфляции не публикуются, но, по оценкам западных экономистов, в 2018 году уровень инфляции составил 100 000 %, а розничные цены повышались примерно вдвое каждый месяц. По данным Национальной ассамблеи (парламента), инфляция в 2018 году составила 1 700 000 %.

## Доходы населения
С 16 апреля 2019 года минимальный размер оплаты труда составляет 40 000 VES ($1,86) в месяц .

С 1 января 2020 года минимальный размер оплаты труда составляет 250 000 VES ($3,51) в месяц. 

С 1 мая 2020 года минимальный размер оплаты труда составляет 800 000 VES ($2,39) в месяц.

С 1 мая 2021 года минимальный размер оплаты труда составляет 7 000 000 VES ($2,48) в месяц.

## Статистика
В следующей таблице показаны основные экономические показатели за 1980—2020 года. Инфляция менее 5 % обозначена зелёной стрелкой.
| Год  | ВВП (ППС) (в млрд долл. США) | ВВП на душу населения (ППС) (в долл. США) | Рост ВВП (реальный) | Уровень инфляции (в процентах) | Безработица (в процентах) | Государственный долг (в процентах от ВВП) |
| ---- | ---------------------------- | ----------------------------------------- | ------------------- | ------------------------------ | ------------------------- | ----------------------------------------- |
| 1980 | 118,8                        | 7947                                      | ▼−4,9 %             | ▲21,4 %                        | н/д                       | н/д                                       |
| 1981 | ▲128,3                       | ▲8332                                     | ▼−1,3 %             | ▲16,2 %                        | н/д                       | н/д                                       |
| 1982 | ▲139,9                       | ▲8819                                     | ▲2,6 %              | ▲9,6 %                         | н/д                       | н/д                                       |
| 1983 | ▼131,1                       | ▼8034                                     | ▼−9,9 %             | ▲6 2 %                         | н/д                       | н/д                                       |
| 1984 | ▲142,9                       | ▲8520                                     | ▲5,2 %              | ▲12 3 %                        | н/д                       | н/д                                       |
| 1985 | ▲148,7                       | ▲8625                                     | ▲0,9 %              | ▲11,4 %                        | н/д                       | н/д                                       |
| 1986 | ▲160,9                       | ▲9222                                     | ▲6,1 %              | ▲11,5 %                        | н/д                       | н/д                                       |
| 1987 | ▲172,8                       | ▲9661                                     | ▲4,8 %              | ▲28,1 %                        | н/д                       | н/д                                       |
| 1988 | ▲190,5                       | ▲10 392                                   | ▲6,5 %              | ▲29,5 %                        | н/д                       | н/д                                       |
| 1989 | ▼170,4                       | ▼9075                                     | ▼−13,9 %            | ▲84,5 %                        | н/д                       | н/д                                       |
| 1990 | ▲188,2                       | ▲9670                                     | ▲6,5 %              | ▲40,7 %                        | н/д                       | н/д                                       |
| 1991 | ▲213,5                       | ▲10 744                                   | ▲9,8 %              | ▲34,2 %                        | н/д                       | н/д                                       |
| 1992 | ▲231,6                       | ▲11 387                                   | ▲6,1 %              | ▲31,4 %                        | н/д                       | н/д                                       |
| 1993 | ▲237,8                       | ▲11 427                                   | ▲0,3 %              | ▲38,1 %                        | н/д                       | н/д                                       |
| 1994 | ▼237,2                       | ▼11 146                                   | ▼−2,3 %             | ▲60,8 %                        | н/д                       | н/д                                       |
| 1995 | ▲251,7                       | ▲11 575                                   | ▲4,0 %              | ▲59,9 %                        | н/д                       | н/д                                       |
| 1996 | ▲255,8                       | ▼11 516                                   | ▼−0,2 %             | ▲99,9 %                        | н/д                       | н/д                                       |
| 1997 | ▲276,8                       | ▲12 209                                   | ▲6,4 %              | ▲50,0 %                        | н/д                       | н/д                                       |
| 1998 | ▲280,7                       | ▼12 140                                   | ▲0,3 %              | ▲35,8 %                        | н/д                       | 26,3 %                                    |
| 1999 | ▼267,7                       | ▼11 349                                   | ▼−6,0 %             | ▲23,6 %                        | 14,5 %                    | ▼24,6 %                                   |
| 2000 | ▲283,9                       | ▲11 639                                   | ▲3,7 %              | ▲16,2 %                        | ▼14,0 %                   | ▼19 %                                     |
| 2001 | ▲300,1                       | ▲12 102                                   | ▲3,4 %              | ▲12,5 %                        | ▼13,4 %                   | ▲19,3 %                                   |
| 2002 | ▼277,8                       | ▼11 020                                   | ▼−8,9 %             | ▲22,4 %                        | ▲16,0 %                   | ▲39,9 %                                   |
| 2003 | ▼261,3                       | ▼10 200                                   | ▼−7,8 %             | ▲31,1 %                        | ▲18,2 %                   | ▲37,8 %                                   |
| 2004 | ▲317,4                       | ▲12 194                                   | ▲18,3 %             | ▲21,7 %                        | ▼15 1 %                   | ▼28,1 %                                   |
| 2005 | ▲361,1                       | ▲13 658                                   | ▲10,3 %             | ▲16,0 %                        | ▼12,2 %                   | ▼24,4 %                                   |
| 2006 | ▲409,1                       | ▲15 231                                   | ▲9,9 %              | ▲13,7 %                        | ▼10,0 %                   | ▼16,4 %                                   |
| 2007 | ▲456,9                       | ▲16 754                                   | ▲8,8 %              | ▲18,7 %                        | ▼8,5 %                    | ▼19 %                                     |
| 2008 | ▲490,2                       | ▲17 706                                   | ▲5,3 %              | ▲31,4 %                        | ▼7,4 %                    | ▼15,3 %                                   |
| 2009 | ▼477,6                       | ▼16 993                                   | ▼−3,2 %             | ▲26 %                          | ▲7,9 %                    | ▲18,9 %                                   |
| 2010 | ▼476,1                       | ▼16 693                                   | ▼−1,5 %             | ▲28,2 %                        | ▲8,5 %                    | ▲25 %                                     |
| 2011 | ▲506,3                       | ▲17 494                                   | ▲4,2 %              | ▲26,1 %                        | ▼8,2 %                    | ▲31,6 %                                   |
| 2012 | ▲544,8                       | ▲18 553                                   | ▲5,6 %              | ▲21,1 %                        | ▼7,8 %                    | ▲30,1 %                                   |
| 2013 | ▲561,8                       | ▲18 862                                   | ▲1,3 %              | ▲40,6 %                        | ▼7,4 %                    | ▲33,2 %                                   |
| 2014 | ▼550,0                       | ▼18 209                                   | ▼−3,9 %             | ▲62,2 %                        | ▼6,7 %                    | ▼25,1 %                                   |
| 2015 | ▼520,9                       | ▼17 014                                   | ▼−6,2 %             | ▲121,7 %                       | ▲7,4 %                    | ▼11 %                                     |
| 2016 | ▼436,5                       | ▼14 213                                   | ▼−17 %              | ▲254,9 %                       | ▲20,8 %                   | ▼5 %                                      |
| 2017 | ▼375,1                       | ▼12 322                                   | ▼−15,7 %            | ▲438,1 %                       | ▲27,8 %                   | ▲23,1 %                                   |
| 2018 | ▼308,7                       | ▼10 681                                   | ▼−19,6 %            | ▲65 374,1 %                    | ▲35,5 %                   | ▲182,4 %                                  |
| 2019 | ▼204,2                       | ▼7343                                     | ▼−35,0 %            | ▼19 906,0 %                    | н/д                       | ▲232,8                                    |
| 2020 | ▼144,6                       | ▼5177                                     | ▲−30,0 %            | ▼2 355,1 %                     | н/д                       | ▲304,1                                    |